# Ullur
Ullur es una  ciudad censal situada en el distrito de Thanjavur en el estado de Tamil Nadu (India). Su población es de 11673 habitantes (2011). Se encuentra a 39 km de Thanjavur y a 3 km de Kumbakonam.

## Demografía
Según el censo de 2011 la población de Ullur era de 11673 habitantes, de los cuales 5837 eran hombres y 5836 eran mujeres. Ullur tiene una tasa media de alfabetización del 91,23%, superior a la media estatal del 80,09%: la alfabetización masculina es del 95,05%, y la alfabetización femenina del 87,43%.